# Géza Koroknay
Géza Koroknay (29 de septiembre de 1948 - 2 de enero de 2013) fue un actor húngaro, notable por su trabajo en el programa de televisión húngaro Szomszédok (Neighbors).

## Biografía
Nació en Budapest en 1948, se graduó en la  Academy of Drama and Film en 1972. Fue contratado en el grupo de actores del Teatro Nacional de Miskolc y miembro del Teatro Nacional de Pécs desde 1974 hasta 1976. Desde entonces, fue actor de doblaje para películas y programas de televisión, incluyendo las películas de Dirty Harry en húngaro. Pasó sus últimos años como narrador de documentales y anuncios publicitarios.
Koroknay murió el 2 de enero de 2013, tras una larga enfermedad.

## Filmografía
- 2012: Barátok közt ... Dezső Winkler (2 episodios)
- 2000: Pasik
- 1993–1997: Kisváros ... Szabó/Cseresznyés (4 episodios)
- 1993: Privát kopó ... Félelem ára
- 1987–1991: Szomszédok ... László (52 episodios)
- 1990: Angyalbőrben ... Csatár őrnagy
- 1989: Labdaálmok
- 1986: A falu jegyzője
- 1972: Fekete macska ... Suhanc